# Lepanthes foreroi
Lepanthes foreroi är en orkidéart som beskrevs av P.Ortiz, O.Pérez och Edicson Sánchez. Lepanthes foreroi ingår i släktet Lepanthes och familjen orkidéer. Inga underarter finns listade i Catalogue of Life.